# Eldvittnet
Eldvittnet är en kriminalroman på svenska av författarpseudonymen Lars Kepler och utkom 2011 på Albert Bonniers förlag. Boken är den tredje i en serie om kriminalkommissarien Joona Linna. Eldvittnet hamnade 2011 på årstopplistans första plats över årets mest sålda skönlitterära böcker, på sjätte plats över årets mest sålda ljudböcker – samt 2012 på årstopplistans sjunde plats över årets mest sålda pocketböcker.. 

## Handling
Kriminalkommissarie Joona Linna kopplas in på utredningen av mordet på två kvinnor på ett behandlingshem för unga kvinnor utanför Sundsvall. Ett medium i Stockholm kontaktar polisen och hävdar att hon kan se detaljer om mordet.